# تينا مورغان
تينا مورغان (بالإنجليزية: Tina Morgan)‏ هي لاعبة تايكوندو أسترالية، ولدت في 10 أغسطس 1982 في تاونسفيل في أستراليا.

## وصلات خارجية
- تينا مورغان على موقع TaekwondoData.com (الإنجليزية)
- تينا مورغان على موقع اللجنة الأولمبية الدولية (الإنجليزية)
- تينا مورغان على موقع أوليمبيديا (الإنجليزية)
- تينا مورغان على موقع اللجنة الأولمبية الأسترالية (الإنجليزية)